# 小行星6993
小行星6993（英語：6993）是一颗围绕太阳公转的小行星。1995年1月28日，上田清二、金田宏在钏路市发现了此天体。
这颗小行星的绝对星等为287.9109494214131等。